# Róbrege
Grand Festiwal Róbrege – festiwal muzyczny odbywający się w latach 1983–1990 (późnym latem lub jesienią) w Warszawie. Wbrew nazwie, oprócz zespołów wykonujących reggae występowały na nim zespoły grające reggae punk, a nawet punk rocka bez elementów reggae. Z tego względu czasem wykonawców grupowano tak, aby pierwszego dnia przeważał punk, drugiego reggae, a trzeciego muzyka zróżnicowana stylistycznie. Od pewnego momentu stał się festiwalem międzynarodowym.
Festiwal był związany z klubem Hybrydy kierowanym wówczas przez Sławomira Rogowskiego. Poza nim głównym inicjatorem organizacji festiwalu był Robert Brylewski, pomysłodawca nazwy, a także Sławomir Gołaszewski. Obaj byli wówczas liderami warszawskiej sceny alternatywnej, tworząc zespół Izrael. Dyrektorem festiwalu był. m.in. Aleksander Walczak.
Pierwsze wydanie odbyło się 6 października 1983 r. w warszawskim studenckim klubie „Hybrydy”, jednak w następnych latach przeniesiono go do namiotu cyrku „Intersalto” na rogu ulic Towarowej i Chłodnej w Warszawie, ostatnią edycję zaś na Torwar. Organizacja poza klubem była wymuszona ze względu na dużą, kilkutysięczną, liczbę publiczności. Według relacji uczestników w tamtych czasach był jednym z największych festiwali muzyki alternatywnej w Polsce. Podczas największego rozkwitu imprezy organizowano wydarzenia towarzyszące, np. w Dzielnicowym Domu Kultury Mokotów na ul. Łowickiej.
W festiwalu Róbrege udział brali m.in. następujący wykonawcy: 1984, Abaddon, Absurd, Apatia, Armia (kilkakrotnie), Bandar Log, Bóm Wakacje w Rzymie, Deuter (kilkakrotnie), Dezerter (kilkakrotnie), Die Gewaltlosen, Elektryczne Gitary, Inkwizycja, Izrael (kilkakrotnie), Joanna Makabresku, Karcer (kilkakrotnie), Katharsis, Killing Joke, Kryterium, Kultura (kilkakrotnie), Misty in Roots, Moskwa (kilkakrotnie), Niepodległość Trójkątów, One Million Bulgarians (także jako Red Star), Osjan, Pancerne Rowery, Processs, Prowokacja (kilkakrotnie), R.A.P., Rejestracja Przedpoborowych, Rokosz, Siekiera (kilkakrotnie), Słoma, Space Light Orchestra, Sstil, Stan Zvezda, Stress, Śmierć Kliniczna, Tilt, T.Love, Twinkle Brothers, TZN Xenna, U-Boot, Viatrack, Zbombardowana Laleczka.
Festiwal Róbrege był czasem postrzegany jako swoista konkurencja dla Festiwalu w Jarocinie. Co prawda wielu wykonawców występowało na obu festiwalach, a także część organizatorów była wspólna, jednak niektóre zespoły występujące na Róbrege nie były zapraszane do Jarocina. Zdaniem Gołaszewskiego było to wynikiem ich przekazu, zbyt radykalnego jak na festiwal jarociński. Ponadto Róbrege nie prowadził konkursu, co odróżniało go od jarocińskiego festiwalu.
Z okazji 4. festiwalu w 1986 roku Robert Brylewski i Paweł Rozwadowski (Kelner) wydali dwie trzecioobiegowe kasety Saluto! i Pierwsza podróż z koncertową (głównie z prób) muzyką zespołów związanych z Hybrydami, takimi jak: Armia, Deuter, Immanuel, Izrael, Kultura czy T-34 (duet później nazywający się Max i Kelner). Był to początek działalności studia Złota Skała. W trzecim obiegu popularne były też bootlegi z koncertów festiwalu.
Do jednego z wydań Róbrege scenografię przygotowywał zespół osób związanych z Hybrydami i środowiskiem znajomych Roberta Brylewskiego pod koordynacją Tomasza Budzyńskiego i Joanny Buchowskiej. Była to płachta z głową Indianina. Następnie służyła ona jako scenografia na koncertach Armii, aż zaginęła. Jej motyw znalazł się na okładce płyty Armia.
W trzydziestą rocznicę pierwszego festiwalu, 6 października 2013 roku, organizatorzy Róbrege zorganizowali koncert Grand Festival Róbrege – 30 lat później – Reaktywacja. Odbył się on w namiocie na Placu Defilad w Warszawie. Jego gwiazdą byli Twinkle Brothers, a także Izrael i goście, Tymon & The Transistors oraz Deuter & Future Folk. Ponadto wystąpiły zespoły takie jak Enchantia czy Joint Venture Sound System oraz miały miejsce inne wydarzenia artystyczne. Wśród gości była m.in. Kayah, dla której było to nawiązanie do początków kariery, a także Vienio i Pablopavo.
W latach 2013–2017 Róbrege odbywał się pod patronatem kampanii społecznej "Muzyka Przeciwko Rasizmowi" Stowarzyszenia "Nigdy Więcej".